# 吴明廉
吴明廉，中华人民共和国政治人物、外交官。

## 生平
1989年，接替薛谋洪，担任中华人民共和国驻肯尼亚大使。1994年，接替李宝城，担任中华人民共和国驻意大利大使。1999年，由程文栋接任。

## 家庭
已婚，妻子是曹杏珠。